# NGC 5087
NGC 5087 is een lensvormig sterrenstelsel in het sterrenbeeld Maagd. Het hemelobject werd op 8 april 1788 ontdekt door de Duits-Britse astronoom William Herschel.

## Synoniemen
- ESO 576-35
- MCG -3-34-50
- UGCA 350
- IRAS13177-2021
- PGC 46541